# Петро Венгрин
Петро Олексійович Венгрин (29 травня 1935 р., Присілок Плоский, с. Замагора (Верховина) Івано-Франківська обл.) — український кіноактор, танцюрист.

## Життєпис
Народився у родині Олексія Івановича Венгрина та Анни Олексіївни Бельмеги-Микитечук-Венгрин на присілку Плоский у селі Замагора.
Виростав малий Петрусь серед мальовничих карпатських верхів, де в сиву давнину ходив зі своїми легінями легендарний ватажок опришків Олекса Довбуш.
У 1954 році навчався у початковій школі у Кураків під Магурою (цю школу за Польщі заснував сам Петро Шекерик-Доників), де першим учителем Петра був Федір Мартищук (Юрциків), який на той час заочно навчався в Коломийському педучилищі, а також учительки Ганна Марківна та Наталя Пилипівна.
Багато часу молодий Петро проживав у сестри по мамі — Василини Федорівни Кіцнак. На початку 1955 року одружився з Анною Дмитрівною Ласкурійчук із Синиць, що належать до Верховини. Недовго довелось жити подружнім життям, бо восени цього ж року Петро опинився у лавах радянської армії, а дружина, не дочекавшись чоловіка, вдруге вийшла заміж — за Бойканюка Миколу із Жаб'я-Слупійки. Петро служив десь у Росії, а пізніше до нього, у Карпати, приїздив на відпочинок зі служби, лікар із Ульяновська.
Роман Горак зі Львова у своїй публікації про Петра Венгрина згадує, що після служби в армії, він деякий час працював на кіностудії «Ленфільм». Повернувшись у Жаб'є, Петро працював у пожежній частині. Саме в цей час, десь приблизно в 1957—1958 рр., його відшукав Василь Шинкарук, котрий організував у Жаб'ю танцювальний ансамбль з молодих хлопців і дівчат, і запросив Петра Венгрина до цього колективу. Перед цим і сам Шинкарук, після служби в армії, пройшов хореографічну школу у свого дядька, відомого в Галичині балетмейстера Ярослава Чуперчука, котрий був родом із Криворівні.
Влітку 1965 року колектив Шинкарука був включений, разом з іншими самодіяльними колективами, у програму творчого звіту Івано-Франківської області, що проходив у Москві. Колектив там показав «Гуцульське весілля», де ролі князя і княгині виконували молоді та вродливі Петро Венгрин і Василина Гаврищук

## Інші захоплення
Після поїздки до Москви направлений на курси танцюристів в обласний центр народної творчості, після чого працює в Івано-Франківському обласному драмтеатрі імені Івана Франка